# Суб'єкти цивільно-правових відносин
Суб'єкти цивільно-правових відносин — фізичні та юридичні особи, які вступають між собою в цивільно-правові відносини з приводу майна та особистих немайнових благ. В окремих випадках суб'єктом зазначених відносин може бути держава.

## Основи поняття
- Фізичні особи. Суб'єктами цивільно-правових відносин можуть бути як фізичні, так і юридичні особи. Фізичною особою може бути особа, наділена право- та дієздатністю, що вступає у цивільно-правові відносини з приводу майна або інших немайнових благ і здатна у судовому процесі бути як позивачем, так і відповідачем.

До фізичних осіб належать громадяни України, іноземні громадяни та особи без громадянства. Для визнання осіб суб'єктами цивільного права необхідна наявність цивільної правосуб'єктності, тобто їхніх право- та дієздатності.
Цивільною правоздатністю називається здатність особи мати цивільні права і нести цивільні обов'язки. Цивільна дієздатність - це здатність громадянина своїми діями набувати цивільних прав і створювати для себе цивільні обов'язки 
- Юридичні особи. Юридичними особами можуть бути державні та недержавні організації, будь-які об'єднання та громадські організації (організована сукупність фізичних осіб у певну організацію). Юридична особа також виступає суб'єктом цивільно-правових відносин і здатна бути як позивачем, так і відповідачем під час судового процесу. Юридична особа не здатна сама себе представляти у суді, тому її представлення відбувається через уповноважені органи, що функціонують у ній та уповноважених осіб. Юридична особи також мусить мати право- та дієздатність. Цивільна правоздатність юридичної особи виникає з моменту її створення і припиняється з дня внесення до Єдиного державного реєстру запису про її припинення. Дієздатність юридичної особи починається з моменту її державної реєстрації.

Правовими ознаками юридичної особи є:
- організаційна єдність;
- наявність відокремленого майна;
- можливість виступати в цивільному обороті від власного імені;
- здатність самостійно нести майнову відповідальність.
Юридична особа повинна мати: 
● свій статут; 
● правоздатність; 
● назву; 
● органи; 
● місцезнаходження (філіали, представництва).

## Поняття дієздатності осіб
- Дієздатність фізичної особи. Обсяг цивільної дієздатності залежить від віку та психічного здоров'я фізичної особи. Виходячи з цього, цивільна дієздатність поділяється на такі види:[1]

- повна дієздатність;
- часткова (мінімальна) дієздатність;
- неповна дієздатність;
- обмежена дієздатність;
- визнання громадянина недієздатним.
Повна дієздатність настає з досягненням повноліття. Згідно з чинним законодавством у випадку одруження особи до досягнення повноліття, повна дієздатність у неї настає з моменту одруження.
Часткову (мінімальну) дієздатність мають малолітні фізичні особи. Вони мають право укладати угоди за згодою своїх батьків (усиновителів) чи піклувальників. Неповна дієздатність настає для фізичних осіб віком з чотирнадцяти до вісімнадцяти років. Вони можуть самостійно здійснювати дрібні побутові угоди, розпоряджатися зарплатою чи стипендією, реалізовувати свої авторські права 
Обмежена дієздатність може бути визначена судом громадянам, що зловживають алкоголем або наркотичними засобами і можуть розпоряджатися майном або грошима лише за згодою встановленого піклувальника або опікуна. Фізична особа визнається судом недієздатною, якщо вона внаслідок хронічного, стійкого психічного розладу не здатна усвідомлювати значення своїх дій та (або) керувати ними.
- Дієздатність юридичної особи. Юридичні особи наділені цивільною правосуб'єктністю, тобто цивільною правоздатністю та цивільною дієздатністю, які виникають водночас із моменту їх державної реєстрації.

Цивільна правоздатність юридичної особи визначається характером і змістом діяльності юридичної особи, що передбачена статутом організації. Цивільна дієздатність здійснюється відповідними органами юридичної особи. 
Для юридичної особи правосуб'єктність виникає при таких умовах:
- з моменту затвердження статуту;
- з моменту видання компетентним органом акту про утворення організації;
- з моменту реєстрації статуту, якщо він потребує реєстрації.
Правосуб'єктність юридичної особи припиняється:
● з моменту її ліквідації;
● з моменту реорганізації (злиття, поділу, приєднання).
Діяльність юридичних осіб зазвичай припиняється в такому ж порядку, в якому їх було утворено.
1. ↑  Цивільний кодекс України. Офіційний вебпортал парламенту України (укр.). Процитовано 13 лютого 2023.